# Albanie aux Jeux méditerranéens de 2018
Cet article contient des informations sur la participation et les résultats de l' Albanie aux Jeux méditerranéens de 2018 à Tarragone en Espagne.

## Médailles

### Or
| Sport              | Discipline           | Sportifs   |
| Médailles d'or : 1 |                      |            |
| Athlétisme         | 3000m steeple femmes | Luiza Gega |

### Argent
| Sport                  | Discipline | Sportifs |
| Médailles d'argent : 0 |            |          |

### Bronze
| Sport                   | Discipline | Sportifs |
| Médailles de bronze : 0 |            |          |